# أكسل جونكه
أكسل جونكه (1878 – 29 سبتمبر 1953) هو مبارز بالسيف سويدي راحل، مثّل بلاده في الألعاب الأولمبية الصيفية 1912.

## روابط خارجية
أكسل جونكه على موقع أوليمبيديا (الإنجليزية)
- أكسل جونكه على موقع اللجنة الأولمبية السويدية (السويدية)